# X-Men: The End
X-Men: The End è una trilogia a fumetti costituita da miniserie  dal 2004 al 2006 pubblicata negli Stati Uniti dalla Marvel Comics. È scritta da Chris Claremont e disegnata da Sean Chen con le copertine di Greg Land e Gene Ha.

## Storia editoriale
Le tre parti della miniserie sono costituite da sei albi ciascuna e intitolate rispettivamente: Sognatori e Demoni, Eroi e Martiri, Men e X-Men. Secondo il progetto originale che risale a diversi anni prima dell'effettiva pubblicazione la serie avrebbe visto una nuova collaborazione tra l'autore Chris Claremont e il disegnatore John Byrne ma quest'ultimo lasciò la Marvel a seguito di una disputa legata alla cancellazione della sua serie X-Men: gli anni perduti.
La storia narrata prosegue con altre due miniserie: GeNext, nel 2008, e GeNext: United nel 2009.

## Trama
Tutto è incentrato sugli ultimi giorni degli X-Men in un futuro alternativo.
Libro Primo: Sognatori e Demoni
Aliyah Bishop, erede al trono Shi'ar, mentre è in viaggio nello spazio avvista una corazzata Kree in orbita di un pianeta. Atterrata sul pianeta scopre che i Kree hanno stipulato un accordo con dei mercanti per ottenere un'arma nota come l'Uovo della Fenice. Intanto compare una nave da guerra Shi'ar che costringe alla fugs i Kree. L'uovo oggetto della trattativa si schiude rivelando Jean Grey che aiuta Aliyah a fuggire. Aliyah, partendo con la sua astronave, accidentalmente provoca la distruzione del pianeta e di tutte le navicelle in orbita e del sole locale, che diventa una supernova che viene però assorbita da Jean. La rinascita di Jean Grey come Fenice è stata percepita da diversi personaggi fra i quali Sinistro che aspettava questo momento perché aveva stipulato un accordo per l'Uovo della Fenice ed è ora in collera per il voltafaccia dei mercanti. Sinistro sistema i mercanti e manda una squadra a uccidere i membri della X-Force. 
Nel frattempo, Lilandra, imperatrice degli Shi'ar, ordina per l'ennesima volta la distruzione della Fenice. Il suo lord cancelliere, seguendo un piano personale, decreta la completa eliminazione degli X-Men e invia per questo sulla Terra dei Warskrull. A seguito di questo solo pochi X-Men riescono a scampare al massacro e la scuola degli X.Men è distrutta.
Libro Secondo: Eroi e Martiri
Gli X-Men rimasti e i loro alleati riescono a riorganizzarsi. Intanto, nello spazio, Jean scopre che Lilandra ha stretto un patto con i mercanti per avere una regina proveniente da una dimensione alternativa offrendo sua sorella Deathbird come ospite. L'accordo è stato stipulato per eliminare Khan, minaccia per il trono Shi'ar. Lilandra viene attaccata proprio da sua madre, controllata dalla regina della covata, e la ragazza è costretta a uccidere Deathbird, ma viene infettata dalla regina.
Gli X-Men superstiti cercano Sinistro e i bambini da lui rapiti per il loro patrimonio genetico, riuscendo a liberarli teletrasportandoli sulla Terra. Gambit scopre inoltre che Sinistro è suo padre.
Libro Terzo: Men e X-Men
Si scopre che Cassandra Nova, la gemella malvagia di Xavier è la principale responsabile degli attacchi Shi'ar contro gli X-Men, che lei ha manipolato nella speranza di prendere il controllo di Jean Grey e della forza-Fenice. Il suo scopo è quello di legarsi con Fenice e distruggere tutto il creato, in questo futuro uccide la figlia di Jean-Fenice Rachel Summers. Nella speranza di evitare tutto ciò, Jean richiama a sé un manipolo di X-Men (sia vivi che morti) in modo da ricreare l'Albero della Vita e fondersi con l'universo. Avvertendo la fine, Charles e Cassandra ammettono di sentirsi spaventati l'uno dall'altra, ma Jean li rassicura dicendo loro che anche la paura è parte dell'essere umano. Completata la spiegazione, lei e gli X-Men si fondono con l'universo circostante.